# Jora a Manda
Jora a Manda je jednoaktová česká zpěvohra v hanáckém nářečí – jedna z tzv. hanáckých oper či operet – ze 70. let 18. století. Autorem hudby je moravský skladatel Josef Pekárek, kantor v Hněvotíně. Libreto opery napsal Josef Bulín (řádovým jménem Mauritius), kněz z premonstrátského kláštera působící na Svatém Kopečku u Olomouce.

## Charakteristika
Libreto zpěvohry Jora a Manda publikoval Josef Heřman Agapit Gallaš ve své Múze moravské roku 1813; k plánovanému vydání notového záznamu v té době z finančních důvodů nedošlo. V guberniální sbírce moravské lidové hudby z roku 1819 se zachovala většina árií v lidovém podání (až na árii Moj Jořičko, moje potěšeni). Kromě toho se melodie ze zpěvohry zachovaly v zápisech skrbeňského učitele Františka Malovaného (1831–1895), a to v podobě zpěvu s klavírním doprovodem. Ztracen je nyní zápis z pozůstalosti Aloise Vojtěcha Šembery pod názvem Marina a Getroda, stejně jako opis učitele Jaroslava Balcárka z první čtvrtiny 19. století, který sloužil za podklad ještě roku 1911 Emilu Axmanovi. Tato zpěvohra má mnoho společných rysů se zpěvohrou týchž autorů Maréna a Kedrota patrně ze stejné doby, totiž z doby kolem roku 1778.
Opera – pro malý rozsah nazývaná v pramenech „opereta“ – má pět strofických árií (po dvou po každou z titulní postav a jeden duet) a závěrečný „chorus“ neboli další duet obou. Mezi nimi byly čtyři recitativy s ariosními místy. Tyto recitativy se ve známých opisech nedochovaly a starší literatura (ještě roku 1968 Tomislav Volek) se domnívala, že opera recitativy neměla, pouze mluvené dialogy. Avšak roku 1948 byl objeven part Jory i s recitativy, což tuto otázku rozhodlo. V zápise Malovaného je na závěr připojen tanec „zásmažka“. Původní instrumentální doprovod byl psán pro typický lidový trojhlas dvou houslí a violoncella.
Situace vesnických námluv s neohrabaným ženichem je v českém divadle 16.–18. častá, i když charakterizace postav v Jorovi a Mandě je poměrně originální. Libreto je přes milostný námět především komické a značně rozverné, obsahuje řadu lidových rčení a obratů a je napsáno ve stylizovaném, poněkud karikovaném hanáckém nářečí. O hudbě Tomislav Volek tvrdí, že byla „na nejmenší možnou míru zjednodušena“, a Jan Trojan považuje Pekárka za „méně zdatného komponistu“ a hovoří o „krajním zjednodušení skladebných prostředků“. Rytmus je prostý a zpěv je sylabický bez jakýchkoli ozdob. Harmonickým základem je lidový trojhlas, i když často jen naznačený s malou diferenciací hlasů. Zejména recitativy napodobují vzor italské opery jen velmi neuměle a nevýrazně. Árie jsou velmi příbuzné lidovým tanečním písním, jak se zachovaly na jiných místech, například čtyři z (fakticky) šesti árií jsou napsána v rytmu starého hanáckého třídobého tance „cófavá“. Mezi charakteristické prvky moravské lidové hudby, které lze ve zpěvohře Jora a Manda nalézt, patří tzv. „mollezza dura“, krátké vybočení ze základní mollové tóniny do durové paralely a zpět, a „moravská modulace“, spojení tonického kvintakordu s kvintakordem na malé septimě.
Podle Volka Bulín a Pekárek psali Marénu a Kedrotu a Joru a Mandu „nepochybně pro lidové posluchače“, přinejmenším provozování v klášterním prostředí není doloženo, i když spojitost s tradicí hanáckých oper hraných v premonstrátském klášteře Hradisko u Olomouce ve 40. a 50. letech 18. století zajišťuje osoba libretisty, hradišťského premonstráta Bulína. Z těchto dvou zpěvoher se Jora a Manda stali populárnější, melodie z nich zlidověly a nejznámější z nich – Jorova Doneste mně včel vojanské mondóre – nalezli Bedřich Václavek a Robert Smetana ve 49 starých zpěvnících.
Emil Axman vydal již roku 1911 úpravu zpěvohry (bez recitativů) pro zpěvní hlasy a klavírní doprovod. V této podobě byla zpěvohra Jora a Manda hrána amatéry, například v roce 1933 studenty Učitelského ústavu ve Slezské Ostravě. V roce 1950 připravil instrumentované znění Emanuel Kuksa pro Konzervatoř Brno, další, autentičtější úpravu pro Československý rozhlas Brno vypracoval roku 1980 Pavel Vašina. Díky dostupné edici je tato zpěvohra hrána koncertně i scénicky hudebními školami a amatéry, ale na repertoár ji zařadilo i Moravské divadlo Olomouc (2001).

## Osoby
- Jora, bas
- Manda, soprán

## Děj opery
Manda si stěžuje na svého nápadníka Joru, který ji pronásleduje svými žádostmi o její ruku. Dokáže ji všude najít a Manda se ani nemůže objevit v hospodě, protože tam Jora vždy sedí a vždy ji donutí, aby se s ním až do půlnoci veselila. Přitom není mladý, hezký ani mohovitý, je to „ťololo“ a „hamala“, navíc chodí nemytý a nečesaný. Zato Manda je mladá roba jako lusk a věří, že najde lepšího ženicha, sobě rovného (árie Ten náš Jora s cedoló o vdaňó mě žvance).
A už je tu sám Jora, hledající svou Mandičku, již zasypává nejněžnějšími výrazy a přirovnáními. Její vnady i upravený oděv mu ranily srdíčko, nehodlá polevit, dokud si u Mandiných rodičů nevyprosí její ruku. Kdyby ji však dostal někdo jiný, zlostí zahyne, lítostí mu pukne srdce (árie Kde je moja Mandička, kde je ta má hobička?).
Manda jej vítá nevrle a odhání ho, Jora je zprvu pokorný a povolný (recitativ Tebe také decke Jodáš za mnó vláči). Věří totiž, že budou brzy svoji, ale urážky, jimiž ho Manda častuje, jej postupně rozohní, jejich rozhovor nabírá obrátky: pro Mandu je „pes lebavý“, na kterého „dež se podiva, be se blola“, pro Joru je Manda „pěkná couda“, kterou jako by „starém sérem vemaloval“. Jora hrozí, že odejde a že pro něj bude Manda ještě plakat, což se Mandě nechce věřit (árie-duet Šak se mě to brzo zhoji).
Jora ztrácí trpělivost: čtyři roky už za Mandou chodí, slibovala mu, že bude jeho, a teď dělá drahoty. Však on si ještě dnes najde jinou ženu (recitativ Tenkráť sem obzobal, tenkráť sem doptáčel). Teď se dá na vojnu, tam se brzy stane pánem, který bude sedlákům rozkazovat, německy „deškorovať“, i ženu hodnější než Manda dostane. Až se dostane ke Skalici, na tureckou hranici, už ho Manda nikdy neuvidí (árie Doneste mě včel vojanské mondore).
Manda rychle poznává, že chybila – chlapů je málo a už je lapily jiné roby, a i když vždycky muže odháněla, pannou přece jen zůstat nechce. Už po Jorovi pláče a volá ho zpět (recitativ Já nešťastná Manda, co sem hodělala). Najednou je z Jory „Jořeček“, Manda si představuje, jak smutno jí bez něho bude u muziky, jak se ostatní roby vdají a ona se bude muset živit prodáváním peroutek, hrozí se toho, že Turci Joru zabijí. Poslední košili by prodala, aby Joru z vojny vykoupila, a chce mu darovat své srdce (árie Moj Jořičko, moje potěšeni).
Tu se Jora objeví; Manda se vzpamatuje a vítá ho odměřeně, ale dobromyslně. Jora vypráví, že ho na vojnu nevzali, že prý se nehodí – a ostatně když vojnu viděl, ještě sám rád utekl. Manda mu konečně přiznává, že na něho čekala a že nyní chce jeho namlouvání vyslyšet a stát se jeho poslušnou ženou. Za takových podmínek Jora rád souhlasí (recitativ Ale co ja vedim, to náš Jora jide). Tak se oba sešli a už se nerozloučí, čeká je šťastný společný život (chorus-duet Hle, jož sme se zešle, Manda a Jorka).